# Evangelische Kirche (Pfordt)

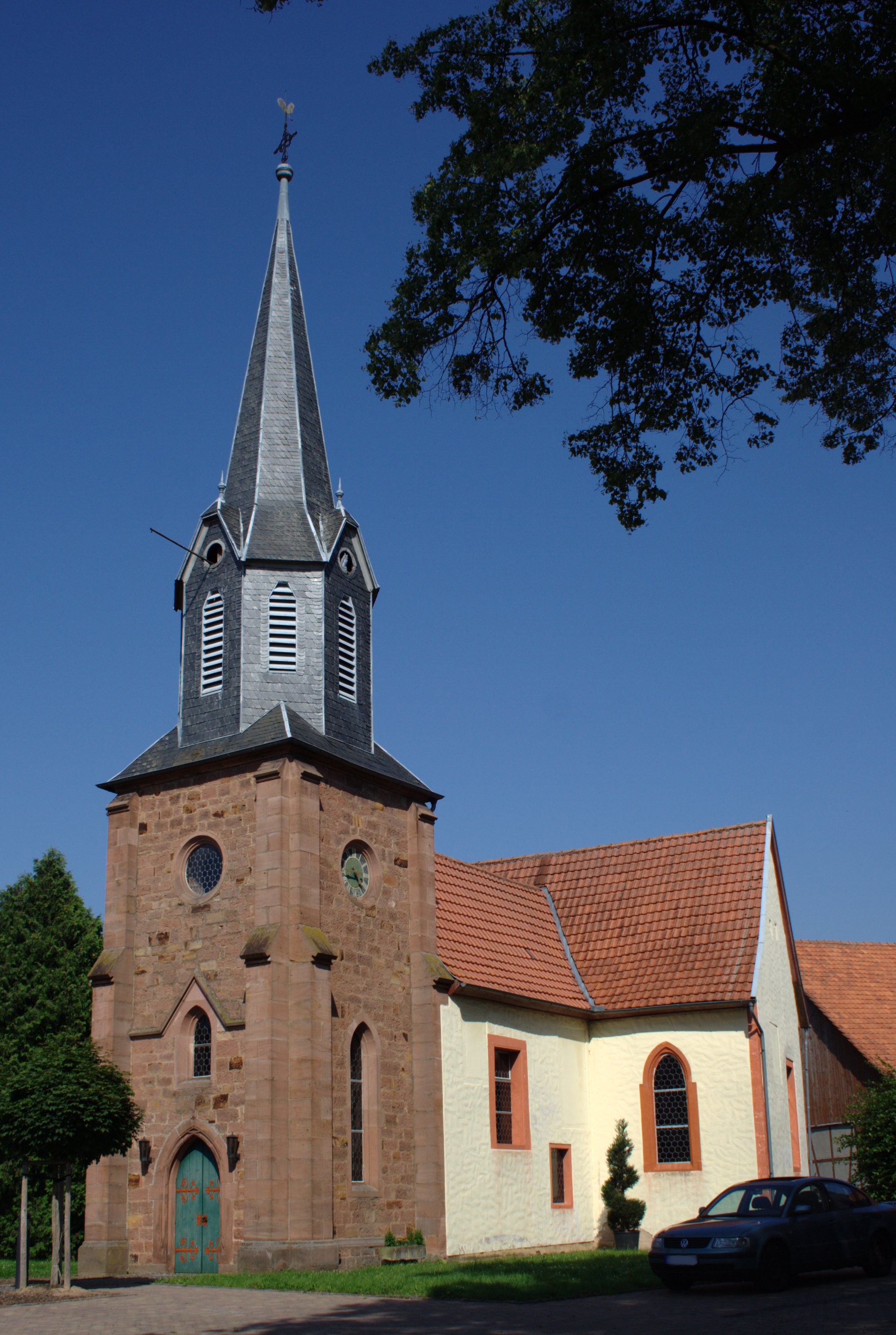
Evangelische Kirche (Pfordt)

Die evangelische Kirche Pfordt ist ein denkmalgeschütztes Kirchengebäude, das in Pfordt steht, einem Stadtteil der Stadt Schlitz im Vogelsbergkreis (Hessen). Die Kirche gehört zum Kirchspiel Hartershausen im Dekanat Vogelsberg in der Propstei Oberhessen der Evangelischen Kirche in Hessen und Nassau.

## Beschreibung
Die heutige Kreuzkirche wurde 1615 anstelle des zwischen 1100 und 1200 gebauten Vorgängers errichtet. 1894 wurde der Kirchturm, dessen steinerne Wände von Strebepfeilern gestützt werden, vor das alte Portal im Westen gesetzt. Auf den steinernen Geschossen sitzt ein schiefergedeckter, achteckiger Aufsatz, der hinter den Klangarkaden den Glockenstuhl beherbergt. Darauf sitzt ein achtseitiger spitzer Helm. Bei der Renovierung im Jahr 1981 wurden die 1711 eingebauten Emporen bis auf die Orgelempore entfernt. Ebenso wurde der Kanzelaltar zerlegt und der Altar wurde unter dem und die Kanzel am Chorbogen aufgestellt. Die Orgel wurde 1849 von Johann Adam Oestreich gebaut und in den Jahren 2010–2011 durch Andreas Schmidt saniert.